# Xanthophyllum tenuipetalum
Xanthophyllum tenuipetalum är en jungfrulinsväxtart som beskrevs av V. d. Meijden. Xanthophyllum tenuipetalum ingår i släktet Xanthophyllum och familjen jungfrulinsväxter. Inga underarter finns listade i Catalogue of Life.